# Esporte Clube Aracruz
El Esporte Clube Aracruz es un equipo de fútbol de Brasil que juega en el Campeonato Capixaba de Segunda División, la segunda categoría del estado de Espirito Santo.

## Historia
Fue fundado el 12 de junio de 1954 en la ciudad de Aracruz del estado de Espirito Santo con el nombre Esporte Clube Sauassu en homenaje al distrito donde fue fundado. Luego de que se volviera un equipo profesional en 1990 cambia su nombre por el de Esporte Clube Aracruz, año en el que gana el título de la segunda división estatal y logra el ascenso al Campeonato Capixaba por primera vez.
En 1993 pierde la final del torneo estatal ante el desaparecido Linhares Esporte Clube, descendiendo al año siguiente de la primera división y posteriormente pasa inactivo hasta 1997 cuando regresa al Campeonato Capixaba, donde jugó hasta 2001 cuando volvió a estar inactivo.
En 2007 regresa a los torneos estatales en la segunda división, logrando el ascenso al Campeonato Capixaba en 2010, y dos años después logra el título estatal por primera vez, logrando la clasificación para la Copa de Brasil y el Campeonato Brasileño de Serie D, lo que es su primera participación en competiciones a escala nacional.
En 2013 fue eliminado en la primera ronda de la Copa de Brasil por el Joinville Esporte Clube del estado de Santa Catarina por un marcador global de 1-2, mientras que en el Campeonato Brasileño de Serie D fue eliminado en la primera ronda al terminar en tercer lugar del grupo 6 a cuatro puntos de distancia de la clasificación. En 2014 el club pasa inactivo por un año, descendiendo a la segunda división estatal un año después.

## Uniforme
| Local 2018 | Visita 2018 | Local 2013 | Visita 2013 | Tercero 2013 |

## Palmarés
- Campeonato Capixaba: 1

2012
- Campeonato Capixaba de Segunda División: 2

1990, 2010
- Copa de Campeones de Espirito Santo: 1

2013